# Pålsjö naturreservat
Pålsjö naturreservat är ett kommunalt naturreservat i Helsingborgs kommun strax norr om Helsingborg stad. Området förvärvades av Helsingborgs Stad år 1908 för att säkra helsingborgarnas möjlighet till rekreation. Naturreservatet inrättades 2016 och har en area på 427 hektar. Området sträcker sig längs en smal remsa utmed kusten och 100 meter ut i vattnet. Mot norr och söder finns två skogsområden som sträcker sig uppför landborgen några hundra meter inåt land. Den norra delen av naturreservatet gränsar mot det marina reservatet Grollegrund. Norr om området finner man Hittarp och mot söder ligger Helsingborg. 
Landskapet består av åker- och betesmark, täta skogar samt strand och vatten. Delar av reservatet har tidigare tillhört Sofiero slott och har en parkliknande karaktär.
Pålsjö är ett populärt friluftsområde för vandring, ridning och cykling samt bad. Här finns också ett utegym och naturlekplatsen Drömskogen. Skåneleden passerar igenom området.

## Bilder

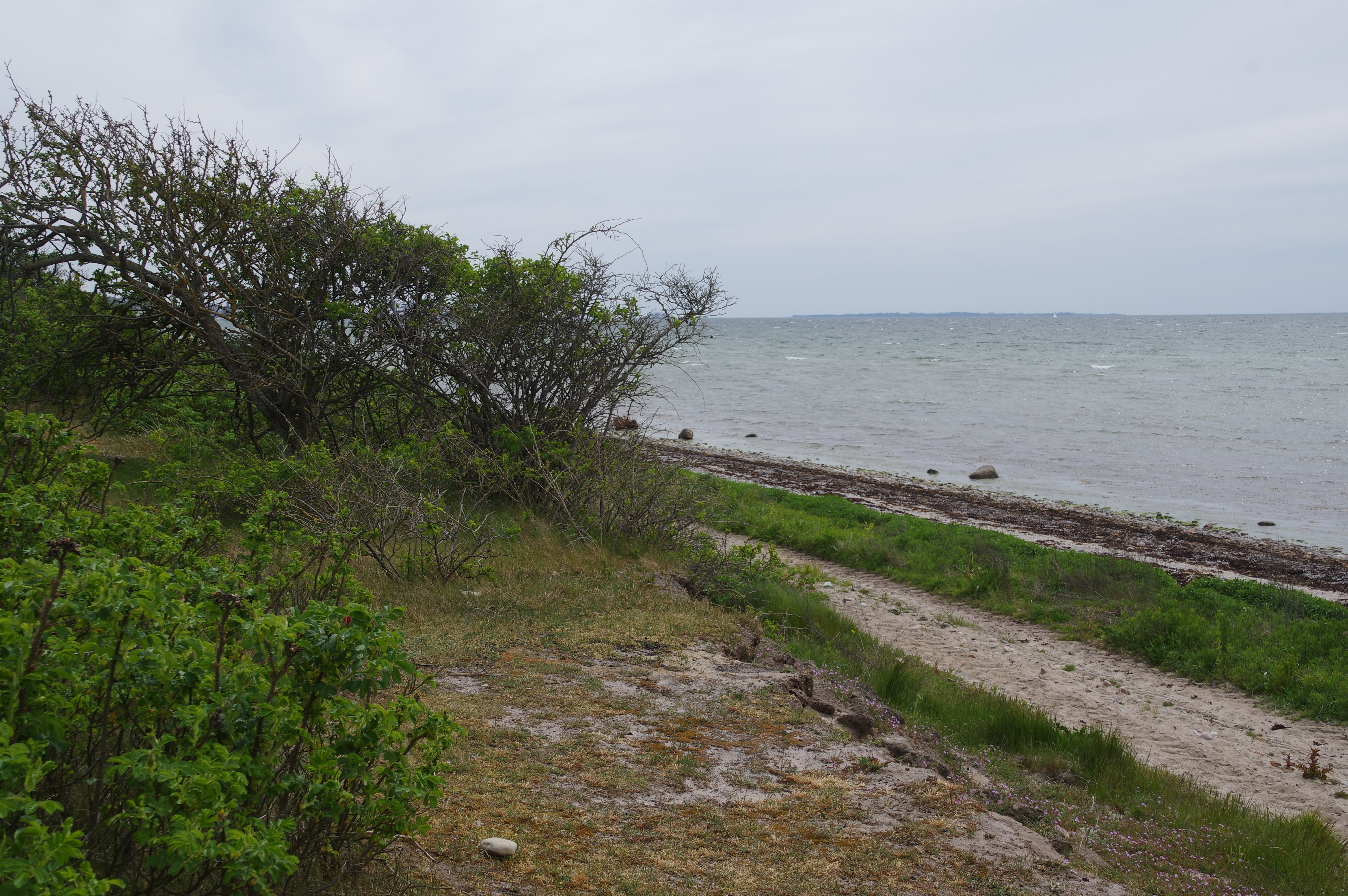
Reservatet sträcker sig ut i havet.
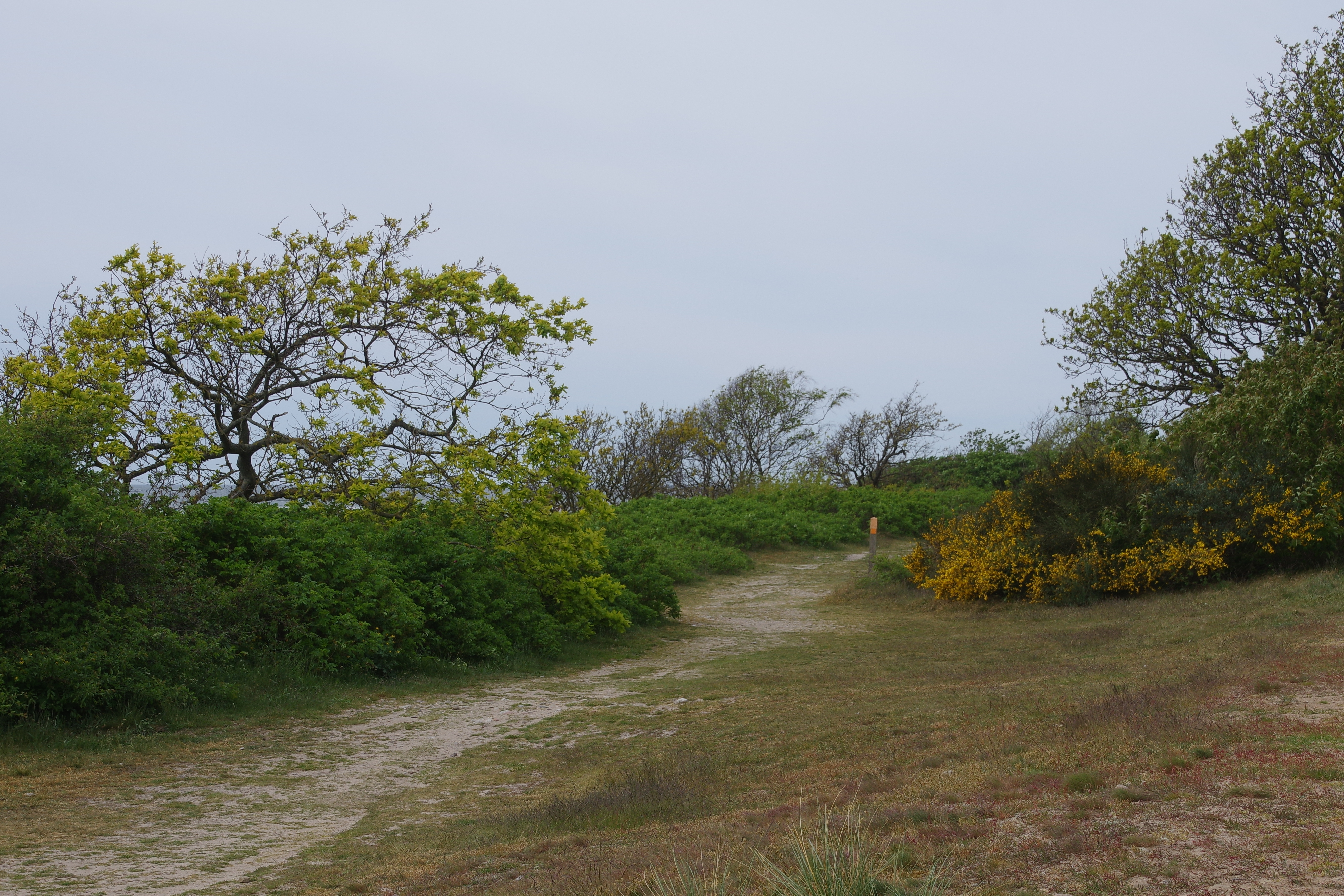
Skåneleden.
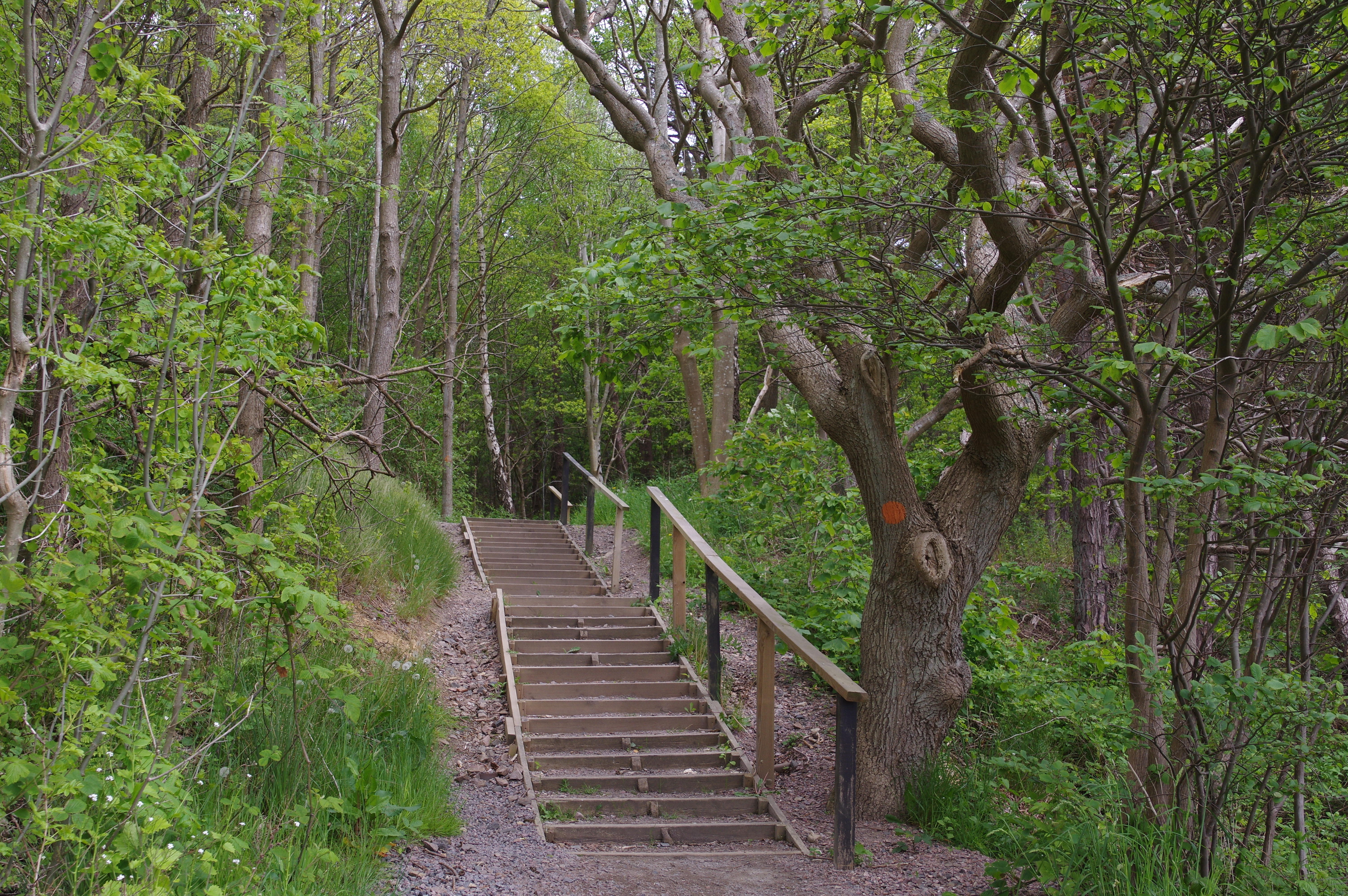
Stig mot Sofiero slott.